# 大江町立本郷東小学校
大江町立本郷東小学校（おおえちょうりつほんごうひがししょうがっこう）は山形県西村山郡大江町にある公立小学校。

## 概要
- 大江町の中央部に位置する本郷地区に本郷東小学校がある。

## 所在地
- 山形県大江町大字本郷丙275-2

## 沿革
- 1874年（明治7年）11月 - 北山学校として創立
- 1875年（明治8年）6月 - 葛沢学校創立
- 1882年（明治15年）9月 - 葛沢学校が本郷学校に名称変更
- 1884年（明治17年） - 北山学校が本郷学校と合併し本郷学校となる
- 1887年（明治20年）4月1日 - 本郷学校が本郷尋常小学校に改称
- 1892年（明治25年） - 本郷東部尋常小学校に改称
- 1901年（明治34年） - 高等部設立して、本郷東部尋常高等小学校に改称
- 1941年（昭和16年） - 本郷村東部国民学校に改称
- 1947年（昭和22年）4月1日 - 本郷村立東部小学校となる
- 1954年（昭和29年）10月1日 - 本郷村と七軒村が合併して、漆川村立第一小学校に改称
- 1959年（昭和34年）8月20日 - 大江町立本郷東小学校に改称
- 2005年（平成18年）4月1日 - 七軒東小学校の休校に伴い、七軒東小学校の児童を受入れ
- 2013年（平成25年）4月1日 - 本郷西小学校の休校に伴い、本郷西小学校の児童を受入れ

## 学区
- 下モ原、山崎、下北山、諏訪原、荻野、堂屋敷、上北山、望山、梨木原、滝ノ沢、葛沢、軽井沢、原、所部、塩ノ平、顔好、美郷、三合田、久保、材木、橋上、小釿、十八才、楢山、月布、貫見、黒森、中の畑、小清、沢口、中沢口、道海、柳川平、田ノ沢、矢引沢、古寺地区[1]
  - なお本郷西小学校、七軒東小学校、七軒西小学校が休校のため本郷東小学校が就学指定校となっている。

## 児童数
| 年度 | 男子 | 女子 | 計  |
| ---- | ---- | ---- | --- |
| 2011 | 56   | 53   | 109 |
| 2010 | 51   | 48   | 99  |
| 2009 | 55   | 45   | 100 |
| 2008 | 50   | 49   | 99  |
| 2007 | 52   | 49   | 101 |
| 2006 | 52   | 52   | 104 |
| 2005 | 47   | 49   | 96  |
| 2004 | 54   | 53   | 107 |
| 2003 | 58   | 57   | 115 |
| 2002 | 61   | 52   | 113 |

## 卒業後
- 大江中学校へ進学する。